# Tourette-du-Château
Tourette-du-Château – miejscowość i gmina we Francji, w regionie Prowansja-Alpy-Lazurowe Wybrzeże, w departamencie Alpy Nadmorskie.
Według danych na rok 1990 gminę zamieszkiwało 66 osób, a gęstość zaludnienia wynosiła 7 osób/km² (wśród 963 gmin regionu Prowansja-Alpy-W. Lazurowe Tourette-du-Château plasuje się na 723. miejscu pod względem liczby ludności, natomiast pod względem powierzchni na miejscu 710.).